# 拉德威
拉德威（英文：Radway）是一個位於加拿大亞伯達省中亞伯達地區索爾希德縣的一個農莊，位於亞伯達省28號公路東南側0.75（0.47英里）；於薩斯喀徹溫堡東北側42（26英里）、艾德蒙頓東北側70（43英里）。

## 資料來源
1. 1 2  Government of Canada, Statistics Canada. . www150.statcan.gc.ca. 2022年2月9日  [2022年2月22日]. （原始内容存档于2022年2月10日）.
2. ↑   (PDF).   [2022-02-22]. （原始内容 (PDF)存档于2022-02-03）.